# Sipos Géza

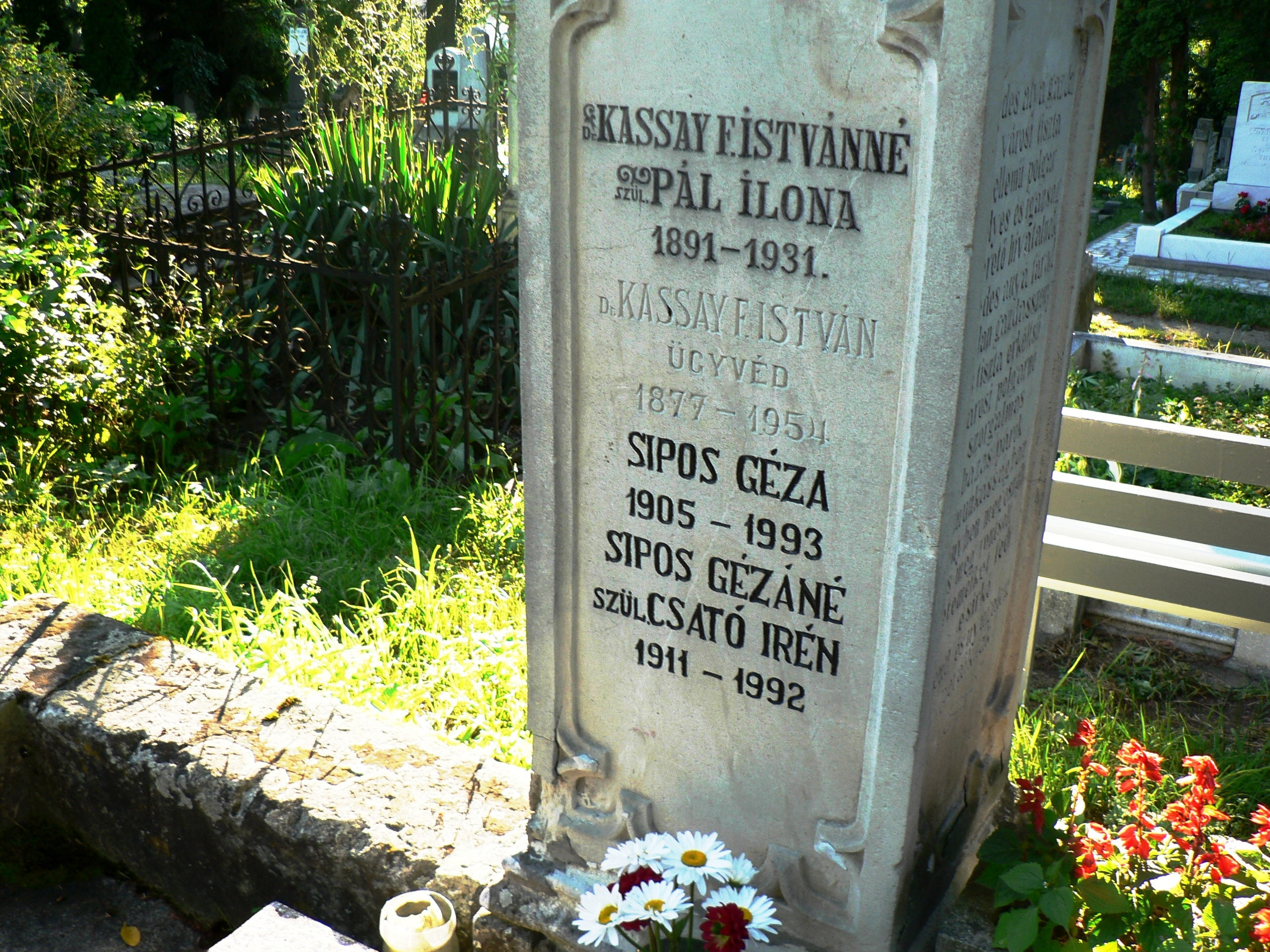
Sipos Géza és felesége sírja a Székelyudvarhelyi Református Temetőben

Sipos Géza (Rimaszombat, 1905. november 8. – Székelyudvarhely, 1993. április 16.) református lelkész és egyházi író.

## Életútja
Először Déván tanult, 1915 és 1919 között, eredményei általában jelesek. 1923-ban Székelyudvarhelyen érettségizett szintén jeles eredménnyel. Két évig kőművesként dolgozott, majd két évig Bukarestben építész iskolán volt. 1928-ban kezdte meg tanulmányait a Református Theológiai Fakultáson Kolozsvárott. Leckekönyve alapján megállapítható, hogy pl. héber nyelvet Kecskeméthy Istvántól, filozófiai és teológiai ismereteket Tavaszy Sándortól, a magyar ref. egyház történetét Nagy Gézától, egyházi éneket Nagy Gerőtől, görög nyelvet Maksay Albertől, közegészségtant Török Imrétől tanult. Tanárai több tárgyat oktattak. Tanulmányait 1932-ben fejezte be Kolozsvárott. Minősítési lapja megmaradt, ennek alapján lelkészképesítő vizsgát 1933-ban, vallástanári vizsgát 1942-ben szerzett. Szaktárgya: vallástan. Nős, felesége Csató Irén (1911. július 14. – Székelyudvarhely, 1992. január 4.), házasságkötésük 1934. szeptember 23-án volt. Betegség miatt egy ideig nem folytatta tanulmányait (mint fakitermelési felügyelő dolgozott), s csak 1927-ben, Nagy Sándor bukaresti református lelkész ösztönzésére iratkozott be a kolozsvári Református Teológiára, ahol 1932-ben szerzett lelkészi képesítést. Már főiskolai hallgatóként ifjúsági konferenciákat szervezett, előadásokat tartott: a vallásoktatás, a spiritizmus és a szektakérdés foglalkoztatta. 1932–37 között segédlelkész, majd az Ifjú Erdély c. folyóirat szerkesztője, lelkész és vallástanár Tordán. 1938-tól újra Kolozsváron dolgozott mint az Ifjú Erdély c. lap iratterjesztésének és kiadóhivatalának vezetője. 1941-től Székelyudvarhelyen a Református Kollégiumban vallásoktató lelkész, egészen 1948-ig, a tanügyi reformig. 1945-ben a Székelyudvarhelyi Református Leánygimnáziumban igazgató, rektor professzor. 1948 után könyvelő volt nyugdíjazásáig (1965).
1990. január 14-én a Szabadság című napilapban Élő történelem címen vezércikk jelent meg, Kik védték Tőkés László igazságát, melyben az 1989. november 21-én kelt állásfoglalást aláírta id. Hegyi István nyugalmazott református esperes, Sipos Géza nyugalmazott tisztviselő, presbiter is. Hobbija a bélyeggyűjtés volt.
Gyermekei:
1. Géza, 1935. november 6.-1975. június 10.
2. Katalin 1938. február 7.-2016 február 26.
3. György 1942. augusztus 31.-2014
4. Árpád 1944 június 8

Feldolgozta a kézdimárkosfalvi Sipos család történetét. Testvére dr. Sipos II. Béla (1904. augusztus 18. - 1980. szeptember 17.) Szülei Sipos I. Béla, mérnök (Kézdimárkosfalva, 1875. szeptember 16. - Székelyudvarhely, 1967. december 3.) mérnök, és Fodor Malvin (Dobsina, 1884. szeptember 16. – Kolozsvár, 1962. november 20.).

## Kötetei
- A spiritizmusról az ige fényében (Torda, 1937; bőv. kiad. Szilágysomlyó, 1940);
- Tűz és só. Egyházi beszédek (Kolozsvár, 1939);
- Az utolsó ítélet (Torda, 1937);
- Halál, hol a te fullánkod? (Torda, 1938);
- Feltámadás és spiritizmus (Kolozsvár, 1938);
- Biblia-melléklet (Kolozsvár, é. n.);
- Utaid, Uram, mutasd meg (Pápa, 1944).